# Rivière de la Poule d'Eau
La rivière de la Poule d'Eau (en anglais Waterhen River) est un cours d'eau qui s'écoule dans la province du Manitoba au Canada. 
Le lieu fut arpenté vers 1741 par l'explorateur français Pierre Gaultier de Varennes et de La Vérendrye qui dénomma ce lieu, situé dans cette région de lacs, en raison de la présence de nombreuses poules d'eau. Poule d'eau fut ainsi attribué au lac Poule d'Eau (Waterhen Lake) et à deux bras de cette rivière, la Petite Poule d'Eau et la Grande Poule d'Eau. 
Cette rivière est un émissaire du lac Winnipegosis et se jette, une cinquantaine de kilomètres en aval, dans le lac Manitoba en traversant une succession de petits lacs. 
L'écrivaine franco-manitobaine, Gabrielle Roy, a immortalisé cet endroit avec son roman éponyme "La Petite Poule d'Eau" publié en 1950, qui relate sa vie, durant l'entre-deux-guerres, comme institutrice dans ce lieu perdu au fin fond des grandes prairies canadiennes. 

## Liens externes

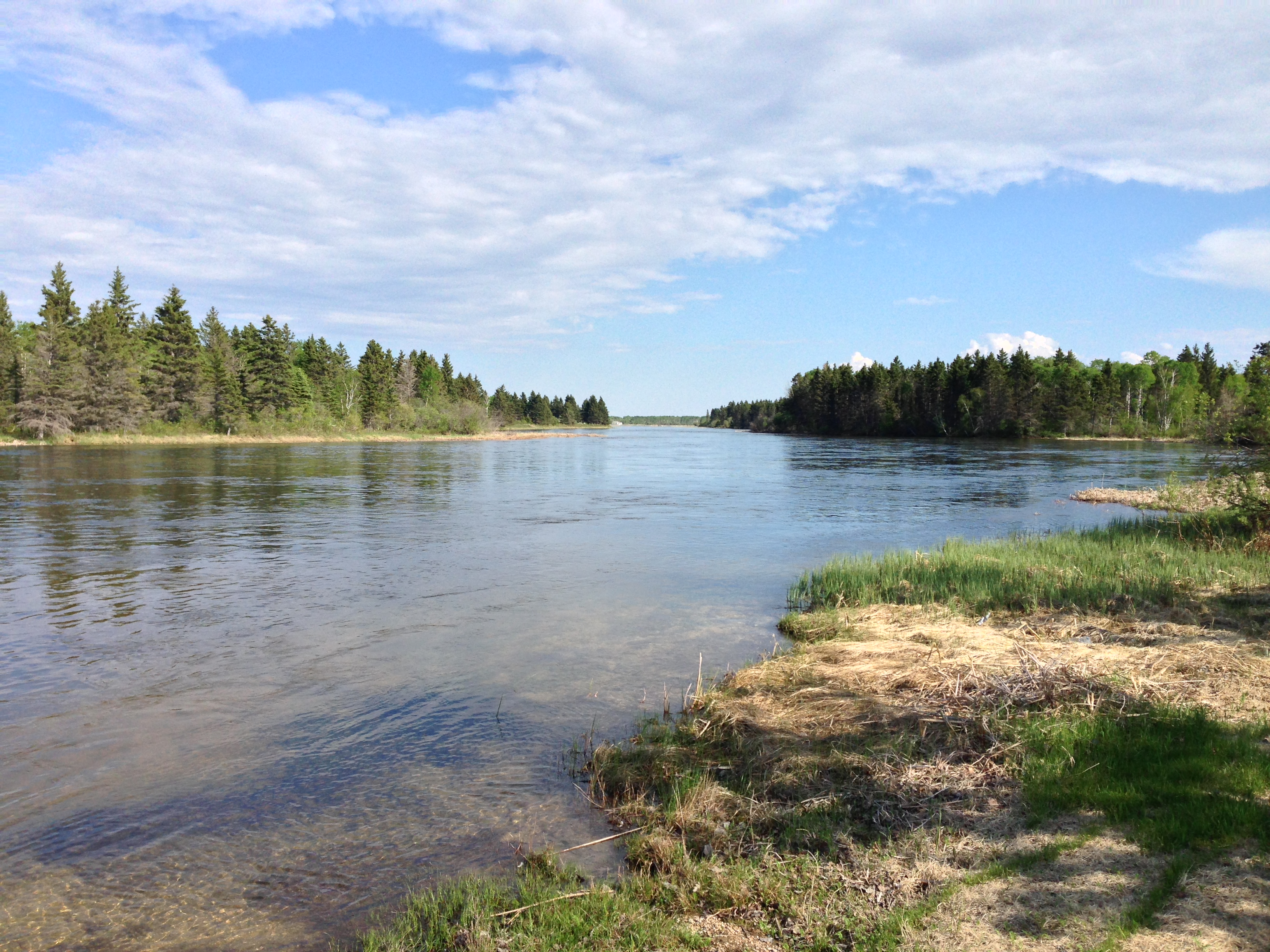